# 神山山岗遗址
神山山岗遗址，位于中国广东省潮州市潮安区归湖镇梨下村，为潮州市潮安区文物保护单位，类型为古遗址，公布时间为2006年4月。
神山山岗遗址的历史年代为新石器晚期。